# Ga West Municipal District

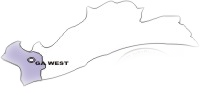
Lage von Ga West.

Der Distrikt Ga West Municipal District ist einer von 29 Distrikten der Greater Accra Region in Ghana. Er hat eine Größe von 250,3 km² und 314.299 Einwohner (2021).

## Geschichte
Ursprünglich war es 1988 Teil des damals größeren Ga District, bis 2004 der östliche Teil des Distrikts in den Ga East District abgespalten wurde; daher wurde der verbleibende Teil in Ga West District umbenannt. Später wurde der westliche Teil des Distrikts am 29. Februar 2008 zum ersten Ga South Municipal District abgespalten (der später in zwei neue Distrikte aufgeteilt wurde: Weija-Gbawe Municipal District (Hauptstadt: Weija) und den heutigen Ga South Municipal District (Hauptstadt: Ngleshie Amanfro) am 15. März 2018), während Ga West später im selben Jahr in den Status einer Municipal District erhoben wurde, um zum Ga West Municipal District zu werden. Am 15. März 2018 wurde der östliche Teil des Distrikts jedoch zum Ga North Municipal District abgespalten, sodass der verbleibende Teil als Ga West Municipal District beibehalten wurde. Die Gemeinde liegt im westlichen Teil der Greater Accra Region und hat Amasaman als Hauptstadt.

## Einwohnerentwicklung
Die folgende Übersicht zeigt die Einwohnerzahlen nach dem jeweiligen Gebietsstand.
| Jahr | Einwohner |
| ---- | --------- |
| 2010 | 101.386   |
| 2021 | 314.299   |